# Хичкок (Оклахома)
Хичкок (енгл. Hitchcock) град је у америчкој савезној држави Оклахома.

## Демографија
По попису из 2010. године број становника је 121, што је 20 (-14,2%) становника мање него 2000. године.
| Група             | 2000.       | 2010.      |
| Белци             | 128 (90,8%) | 95 (78,5%) |
| Афроамериканци    | 0 (0,0%)    | 1 (0,8%)   |
| Азијати           | 0 (0,0%)    | 0 (0,0%)   |
| Хиспаноамериканци | 1 (0,7%)    | 14 (11,6%) |
| Укупно            | 141         | 121        |